# Islam

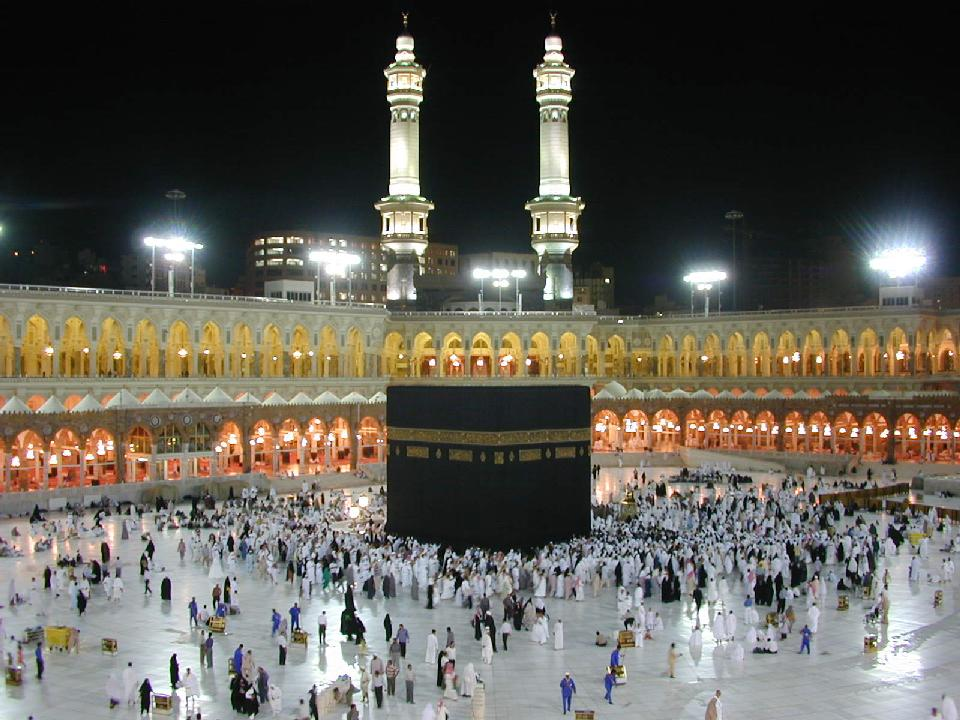
Kaaba, în Mecca (Arabia Saudită), este centrul islamului. Musulmanii din toată lumea vin aici pentru rugăciune în unitate.

Islamul (pronunție în limba română: /ˈislɑːm/; în arabă: إسلام) este o religie avraamică monoteistă, fiind a doua religie în lume în ceea ce privește numărul de adepți, după creștinism. Sensul general al cuvântului Islam este pace și supunere față de Creatorul Allah (Dumnezeu). Religia a fost fondată în secolul al VII-lea în Peninsula Arabă, pe teritoriul actual al Arabiei Saudite, de către profetul Mahomed și este bazată pe textul religios Coran. Pe parcursul timpului s-a răspândit pe un larg teritoriu care se întinde în Europa, Asia și Africa de Nord. Centrul religios se află în orașele sfinte Mecca și Medina. Ziua de rugăciune comună la geamie sau moschee este vinerea.
Musulmanii susțin că Islamul este ultimul din mesajele dumnezeiești, de asemenea, că Mahomed este ultimul profet și mesager al lui Allah; ei cred și în toți profeții și apostolii care au fost trimiși omenirii înainte de Mahomed, precum Avraam, Iosif, Moise, Isa ibn Maryam (Iisus) și mulți alții, care sunt sau nu menționați în Coran, cred în scrierile lor și în mesajele pe care le-a dat Allah pentru a le explica oamenilor, precum Tora, Psalmii și Evanghelia.
Majoritatea musulmanilor (circa 75-90%) sunt sunniți. A doua confesiune, Șiia, aproximativ 10-20%. Cea mai mare țară cu populație musulmană este Indonezia cu 12,7% din musulmani, urmată de Pakistan cu 11%, India cu 10,9% și Bangladesh cu 9,2%. Comunități mari se mai găsesc în China, Rusia și, parțial, în Europa. Cu 1,57 - 1,65 miliarde de adepți sau 22 - 24% din populația globului, Islamul este a doua și una din religiile cu cea mai rapidă creștere după numărul adepților din lume.

## Etimologie

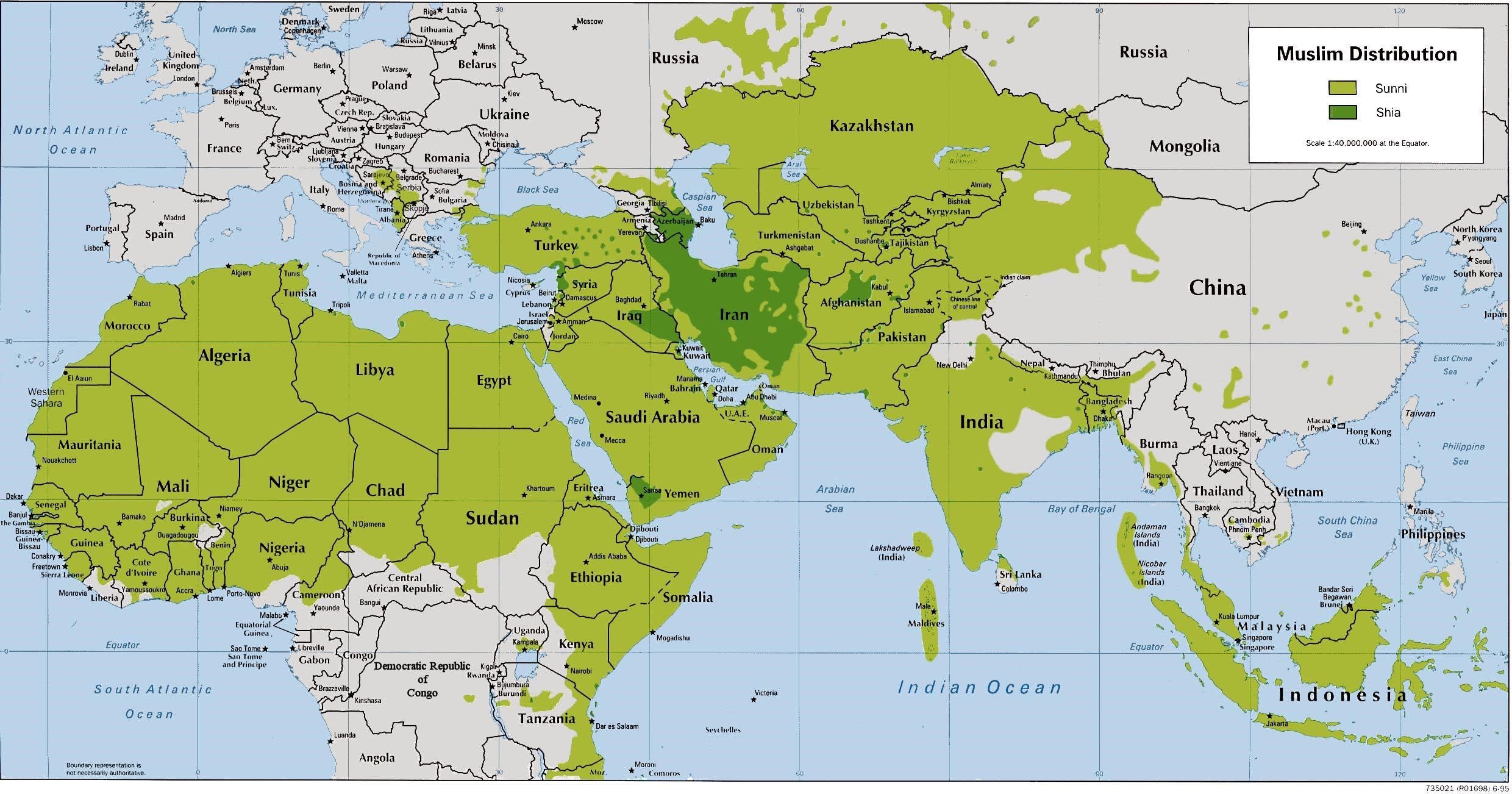
Repartiția musulmanilor șiiți și suniți în lume

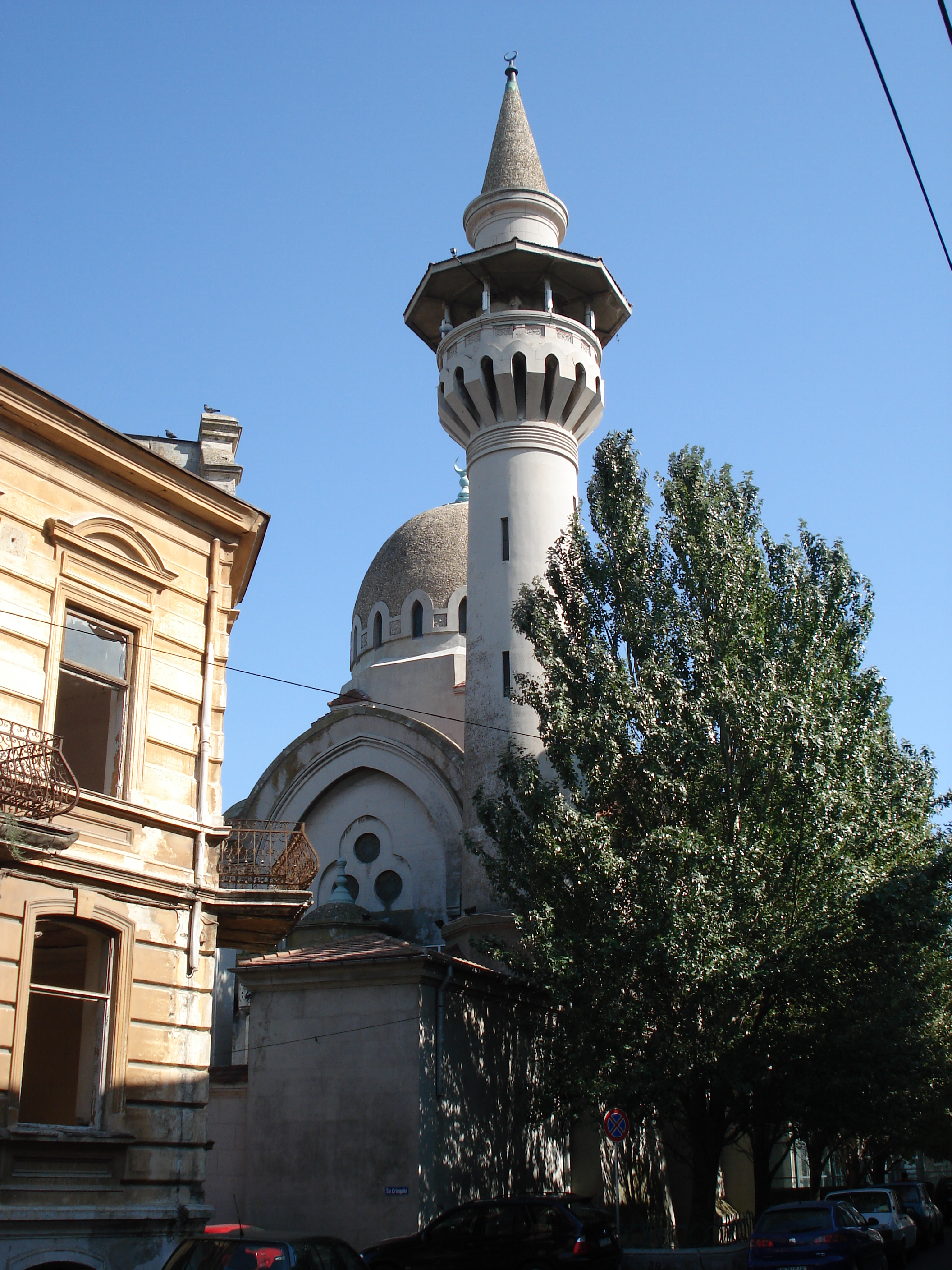
Moscheea "Carol I" (moscheea mare) din Constanța

Islam (ar.:اسلام islam) și musulman (ar.: مسلم muslim) sunt două derivate, primul, nume de acțiune, al doilea, participiu activ, de la verbul أسلم aslama "a se supune", așadar sensul lor fiind de "supunere", respectiv de "supus", subînțelegându-se, față de Dumnezeu. Verbul aslama este derivat de la rădăcina slm care are sensul de "integritate", "desăvârșire", "sănătate", "pace", "tihnă" etc. Un cuvânt derivat de la aceeași rădăcină سلام salām "pace", "tihnă", "mântuire" este folosit de musulmani în formula de salut السلام عليكم as-salāmu 'alaikum (pacea/mântuirea fie asupra ta). De aici, o altă interpretare dată termenului "islam" ar fi aceea de "aflare a păcii întru Dumnezeu".

## Precizări terminologice
Având în vedere desele confuzii între diverșii termeni care au legătură cu islamul, sunt necesare următoarele precizări terminologice:
- Islam - religia islamică sau musulmană;
- Ummah - comunitatea islamică formată din totalitatea musulmanilor;
- Islamism - termen inventat de Voltaire, care, în definiția sa contemporană, se referă la versiunea radical extremistă a islamului politic. De foarte multe ori în mass media, islamul este confundat cu islamismul;
- Mahomedanism - termen învechit prin care era desemnată religia islamică, ieșit din uz;
- Islamolog - specialist în islam;
- Islamologie - știința care se ocupă cu studierea islamului;
- Islamist - musulman fundamentalist care propagă politica radicală bazată numai pe Coran.[12]

## Izvoare principale

### Coranul
Coranul (în arabă : Qur'an) este cartea sfântă a islamului. În original se numește قرآن și înseamnă „recitare”. Deși este numit „carte”, când un musulman se referă la Coran, se referă la text, la cuvinte, nu la lucrarea tipărită. Coranul a fost păstrat de-a lungul timpului prin memorarea întregului text, cuvânt cu cuvânt. Coranul a fost revelat, conform tradiției islamice, profetului Mahomed de către îngerul Gabriel (Gavriil; ar.: Ğibrīl) în numeroase ocazii între anii 610 și moartea lui Mahomed în 632. Pe lângă faptul că îi memorau revelațiile, unii dintre însoțitorii săi le-au notat, sporadic, pe pergamente, pietre, omoplați de cămilă.
Schematic, versiunea tradiției a faptelor, spune că după moartea profetului Mahomed (632), Abu-Bekr, primul calif, i-a poruncit lui Zayd bin Thabit să strângă și să înregistreze toate versetele autentice ale Coranului, după cum erau păstrate în forma scrisă sau orală. Exemplarul lui Zayd, păstrat de văduva profetului Mahomed, Hafsa bint Umar, stă la baza textului coranic întocmit în vremea celui de-al treilea calif, Usman, între anii 650 și 656, care a poruncit alcătuirea unui exemplar model, care să înlăture toate diferențele survenite cu timpul între versiuni, acest exemplar rămânând fundamental până acum. El a trimis copii ale acestui exemplar în toate provinciile califatului și a ordonat ca toate celelalte variante să fie distruse, fiind considerate de atunci ca inexacte. Istoricii Coranului vorbesc însă de un proces mai gradual chiar decât cel prezentat de tradiție, Coranul fiind rodul unei munci redacționale ale cărturarilor islamici aflați în slujba puterii califale contemporane lor, o muncă întinsă pe o perioadă de mai bine de un secol.

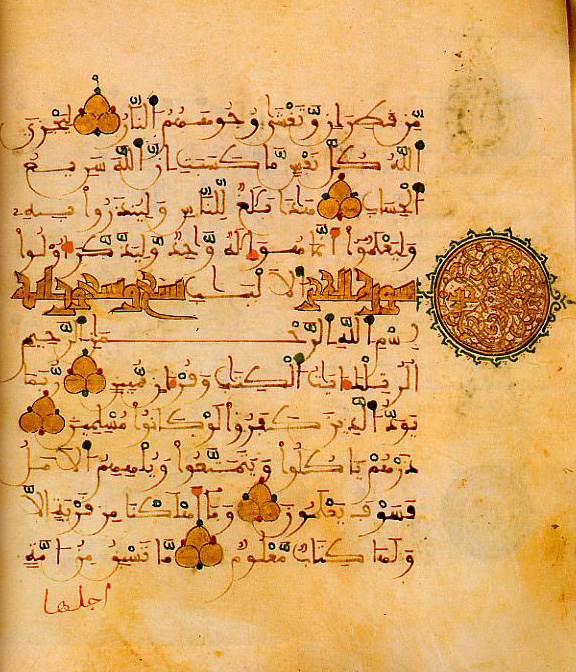
Pagină din Coran

Versiunea lui Uthman (cunoscută sub numele Mushaf 'Uthmān "Vulgata lui Osman") organizează revelațiile în ordinea lungimii, cu cele mai lungi capitole (sura) la începutul Coranului și cele mai scurte la sfârșit. În viziunea conservatorilor ordinea capitolelor este stabilită de divinitate. Mai târziu specialiștii au încercat să așeze capitolele în ordine cronologică, și printre musulmani există un consens privind împărțirea capitolelor în cele revelate la Mecca și cele revelate la Medina. Unele sure (de exemplu Sura XVII - Al-Isrā‘) au fost revelate în mai multe locuri, în perioade diferite.
Deoarece Coranul a fost scris într-un sistem grafic ce nota doar consoanele și care nu poseda încă un sistem de puncte diacritice care să diferențieze literele izomorfe, și deoarece existau tradiții diferite ale recitării, pe măsură ce persoane care nu vorbeau limba arabă se converteau la islam, exista o neînțelegere privind lectura exactă a anumitor versete. Până la urmă s-au dezvoltat forme de scriere care folosesc "puncte" pentru a indica vocalele. Sute de ani după Uthman, cărturarii musulmani au încercat să determine aplicarea punctelor și citirea corectă în textul nevocalizat al lui Uthman. În urma cercetărilor, au fost acceptate șapte variante canonice de citire a Coranului (acestea se referă doar la intonare și la decuparea textului - scris fără punctuație - în propoziții), diferențele dintre acestea fiind considerate minore, fără să afecteze textul.
Forma Coranului cea mai răspândită astăzi este textul publicat de Universitatea-moschee Al-Azhar din Cairo, în 1923.
Coranul, încă de la începuturile sale, a devenit centrul devotamentului islamic și până la urmă subiectul controverselor teologice. În secolul 8, mu'taziliții au susținut crearea Coranului de-a lungul timpului. Oponenții lor, din diferite școli, au pretins eternitatea și perfecțiunea Coranului, existent în ceruri înainte să fie revelat lui [Mahomed. Teologia aș'arită (care a devenit predominantă) susține eternitatea Coranului și faptul că el nu a fost creat. Totuși, unele mișcări moderne din cadrul islamului se apropie de poziția mu'tazilită.
Cei mai mulți musulmani privesc Coranul cu venerație, înfășurându-l într-o pânză curată, păstrându-l pe un raft înalt și spălându-se ca pentru rugăciuni înainte de a citi din Coran. Vechile exemplare ale Coranului nu sunt distruse ca hârtia obișnuită, ci arse sau depozitate în cimitire pentru Coran. Coranul este, pentru musulmani, o călăuză infailibilă pentru pietatea personală și viața în comunitate, un adevăr istoric și științific.
Tipărirea în masă a Coranului în arabă și traducerea în alte limbi sunt considerate facilități moderne.

### Sunna(Cutuma)
A doua sursă a legii islamice, după Coran, este Sunna. Sunna (ar.: سنة sunna “conduită”, în cazul de față, conduita profetului Mahomed) se constituie din spusele și faptele profetului Mahomed, așa cum sunt ele cuprinse în hadīth-uri (termen redat prin "tradiții") pe care se bazează jurisconsulții și teologii pentru a preciza mai bine conținutul legii islamice, izvorâtă din Coran. Sunna cuprinde spusele profetului Mahomed și faptele acestuia și ale unora dintre însoțitorii săi, pe care le-a aprobat.
Sensul general al cuvântului hadīth (ar.: حديث) este acela de povestire, pildă, spusă memorabilă transmisă de-a lungul generațiilor. Culegerile de hadīth-uri se bazează pe o moștenire eminamente orală, deoarece profetul Mahomed interzisese notarea propriilor sale cuvinte pentru a nu fi confundate cu textul coranic revelat. Cele mai cunoscute și apreciate culegeri de hadīth-uri sunt: Sahīh-ul (Autentic) Al-Bukhari (m. 870), Sahīh-ul lui Muslim (m. 875), cunoscute împreună sub numele de As-Sahīhāni (Cele două autentice).

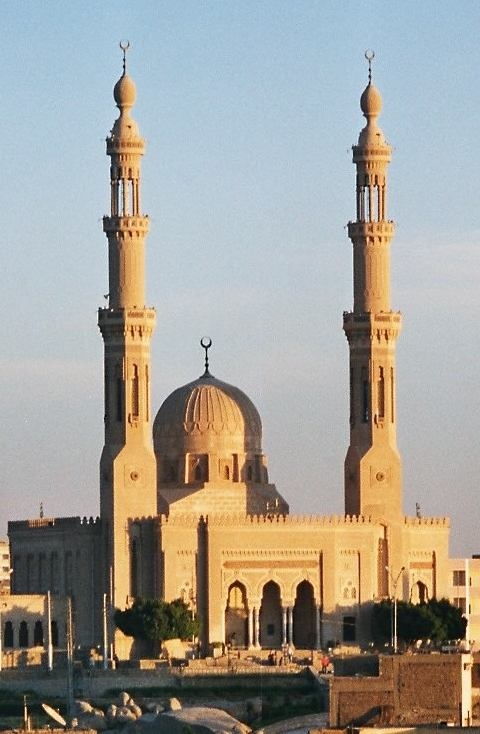
Marea moschee de la Assuan (Egipt)

Hadīth-ul, din punct de vedere al formei, se compune din două părți.
- Lanțul martorilor sau al garanților și textul propriu-zis. Lanțul (ar.: إسناد isnād, سند sanad, سلسلة silsila) este o înșiruire de martori sau garanți de o înaltă probitate. Lanțul începe cu menționarea ultimului garant, contemporan cu autorul care povestește hadīth-ul, și urcă, apoi, din generație în generație până la un însoțitor cunoscut al profetului Mahomed care l-a văzut pe acesta, într-o situație dată, procedând într-un anumit fel sau decretând un anume lucru. Pentru ca hadīth-ul să fie considerat autentic (ar. صحيح sahīh), lanțul de garanți trebuie să fie neîntrerupt. Dacă lanțul nu este complet, adică are puncte ce pot fi contestate, atunci hadīth-ul respectiv este considerat slab (ar.: ضعيف da’īf), iar dacă lanțul nu are nici o consistență, atunci hadīth-ul respectiv este declarat fals (ar.: مزور muzawwar).
- Textul propriu-zis (ar.: متن matn) relatează într-un mod extrem de concis o spusă sau o atitudine a profetului.

## Dogmă și credință
Musulmanii consideră că Dumnezeu (în arabă ﷲ) a revelat în mod direct cuvântul Său către omenire prin Mahomed (circa 570–632) și alți profeți, printre care Adam, Avraam, Moise și Iisus.  Baza credinței islamice se găsește în  shahādatān ("două mărturii"): lā ilāhā illā-llāhu; muhammadur-rasūlu-llāhi — „Nu există (dumne)zeu în afară de Dumnezeu; iar Muhammad este trimisul lui Dumnezeu”. Pentru a deveni musulman, o persoană trebuie să recite și să creadă aceste cuvinte. Sunniții privesc această formulă ca pe unul din cei Cinci stâlpi ai islamului.
Musulmanii consideră că principala înregistrare scrisă a revelației către omenire este Coranul, pe care îl consideră perfect, reprezentând revelația finală a lui Dumnezeu. Musulmanii cred că părți ale Bibliei și ale Torei au fost pierdute, interpretate greșit sau distorsionate de credincioși. Din această perspectivă, Coranul este văzut ca o corectură adusă cărților sfinte iudaice și creștine. 
Musulmanii susțin că islamul conține în esență aceeași credință ca a tuturor trimișilor lui Dumnezeu omenirii de la Adam, Coranul codificând revelația finală a lui Dumnezeu. Învățătura islamică vede iudaismul și creștinismul ca derivând din învățăturile unora din acești profeți - în special Avraam - și recunoaște rădăcinile lor avraamice, în timp ce Coranul îi numește Oameni ai Cărții.

### Șase articole ale credinței

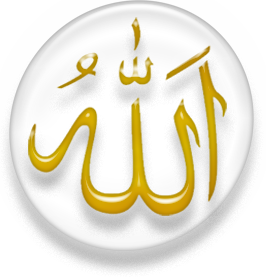
Unul din numele lui Allah în limba arabă

Există șase credințe elementare împărtășite de toți musulmanii:
1. Credința în Dumnezeu, singurul demn de venerație;
2. Credința în toți profeții și trimișii lui Dumnezeu;
3. Credința în cărțile trimise de Dumnezeu;
4. Credința în îngeri;
5. Credința în Ziua Judecății (Al-din) și în înviere (Al-Qiyama);
6. Credința în destin (Qadaa și Qadar în arabă). (Aceasta nu înseamnă că un om este predeterminat în acțiuni sau să trăiască o anumită viață. Dumnezeu i-a dat liberul arbitru pentru a-i permite să ia decizii.)

Crezul musulman (traducere aproximativă): 
"Cred în Dumnezeu; și în Îngerii Săi; și în Scripturile Sale; și în trimișii Săi; și în Ziua de Apoi; și în Soartă, că Binele și Răul sunt de la Dumnezeu, și în Înviere după moarte. Mărturisesc că nu există nimic demn de venerație în afară de Dumnezeu; după cum mărturisesc că Muhammad este trimisul Său."

#### Allah
Allah este un alt cuvânt arab, și este numele sfânt al divinității. Cercetări antropologice islamice, atestă faptul că Allah conține un mesaj puternic religios, datorită rădăcinii și originii sale și provine de la verbul arab ta’allaha sau alaha, care se traduce prin „a fi venerat”. În arabă, cuvântul Allah semnifică „Cel care merită toată venerația” și este mesajul pur monoteistic al islamului. Cuvântul aramaic El este echivalentul lui God în engleză, iar din punct de vedere fonetic, se apropie de cuvântul Allah. Alte versiuni ale limbii ebraice sunt El și Elah, cu pluralul sau forma glorificată Elohim. Motivul acestor similarități stă în faptul că aramaica, ebraica și araba sunt toate limbi semitice cu origini comune. Un musulman trebuie să folosească denumirea de Allah și nu de Dumnezeu. Numele Lui a fost folosit de toți profeții, de la Adam până la Mahomed. El reprezintă comprimarea a două cuvinte arabe: al (un articol hotărât=ul) și ilah (=Dumnezeu), adică Dumnezeul. Eliminând litera i, vei descoperi cuvântul Allah. În funcție de poziția sa, în propoziția arabă, acesta poate avea forma Allaha, care se apropie de denumirea din limba ebraică dată Creatorului, și anume Elaha. Dar evreii folosesc greșit forma de plural Elahim, ceea ce denotă mai mulți zei. Cuvântul Allaha se apropie mai mult de cuvântul din limba aramaică, ce-l desemnează pe Dumnezeu și care a fost folosit de Iisus, și anume Alaha.
În ipoteza că Allah ar veni de la al+ilah, reținută de majoritatea filologilor, este mai puțin interesant pentru noi să vedem cum s-a făcut trecerea de la ilah la Allah; în schimb, originea și semnificația cuvântului ilah, așa cum au fost ele analizate de lexicografii arabi, aduc elemente importante pentru stabilirea ariei semantice a acestuia. Unii îl consideră pe ilah ca derivând de la ‘aliha/ya’lahu cu prepoziția ‘ila, care înseamnă a căuta scăpare la: Allah este cel la care oamenii caută scăpare în nenorocire. Același verb are ca prim sens a fi uluit: măreția lui Allah este uluitoare pentru oricine. Aliha mai are și sensul de a adora; și aici forma ilah are sens de participiu pasiv: cel adorat. O altă etimologie, mai ciudată, îl derivă pe ilah de la ‘aliha bi- a se statornici (undeva): Allah este neschimbător, statornic. Alții îl derivă pe ilah de la waliha ila, a dori cu ardoare, a tânji după: Allah e dorit de inimile oamenilor. De la același verb, walah (numele verbal) poate însemna și iubire puternică. Acesta are și un înțeles complementar de: oamenii îl iubesc pe Allah, și Allah îi iubește pe oameni.
În ipoteza că Allah vine de la al+lah, ipoteză puțin răspândită, lah ar veni de la LWH, care înseamnă fie a fi ascuns, învăluit (Allah ar fi numit astfel pentru că este ascuns privirilor noastre), fie a fi înălțat-Cel Preaînalt .
Conceptul fundamental în islam este unicitatea lui Dumnezeu (tawhid). Acest monoteism este absolut, nu relativ sau pluralistic în orice sens al cuvântului.
În arabă, Dumnezeu se numește Allah, o formă a al-ilah, sau "unicul dumnezeu". Allāh se traduce așadar prin "Dumnezeu". Utilizarea implicită a articolului hotărât în Allah indică unitatea divină. În ciuda numelui diferit dat lui Dumnezeu, musulmanii consideră că Dumnezeul la care se închină este același cu Dumnezeul iudeo-creștin. Totuși, musulmanii resping teologia creștină privind doctrina Treimii care îl privește pe Iisus ca pe Fiul lui Dumnezeu), văzând aici o formă de politeism.
Nu există nicio imagine vizuală sau reprezentare a lui Dumnezeu în islam, deoarece o astfel de imagine artistică ar duce la idolatrie, care este interzisă. Mai mult, mulți musulmani cred că Dumnezeu este lipsit de corp, făcând imposibilă reprezentarea Sa bidimensională sau tridimensională. Musulmanii preferă să-l descrie pe Dumnezeu prin atributele divine menționate în Coran, cunoscute drept "cele mai frumoase nume" (ar.: الأسـماء الحسنـى al-asmā’ al-husnā), în număr de 99 (sunt Cele 99 de nume ale lui Allah ca, de exemplu: Supremul, Milostivul, Înțeleptul, Înaltul).

### Profeți
Coranul prezintă modul în care Dumnezeu creează două clase de servitori umani: trimiși (rasūl în arabă), și profeți (nabĩ în arabă și ebraică). În general, trimișii sunt categoria superioară, dar musulmanii consideră că toți profeții și trimișii lui Dumnezeu sunt egali. Se spune că toți profeții au vorbit cu divinitatea; doar cei care au primit o revelație majoră sunt numiți trimiși.
Trimiși importanți sunt considerați Adam, Noe (Nūh), Avraam (Ibrāhim), Moise (Mūsā), Iisus (Isā) și Mahomed, toți făcând parte dintr-o succesiune de oameni călăuziți de Dumnezeu. Islamul cere credincioșilor să accepte cea mai mare parte a profeților iudeo-creștini, fără să facă distincții între ei: "Trimisul a crezut în ceea ce a fost pogorât asupra sa de la Domnul său. El, laolaltă cu credincioșii, au crezut în Dumnezeu, în îngerii Săi, în trimișii Săi. 'Noi nu facem deosebire între trimișii Săi'. Și ei au spus: 'Ascultăm și ne supunem!' (Coranul,II, 285) În Coran sunt menționați 25 de profeți.

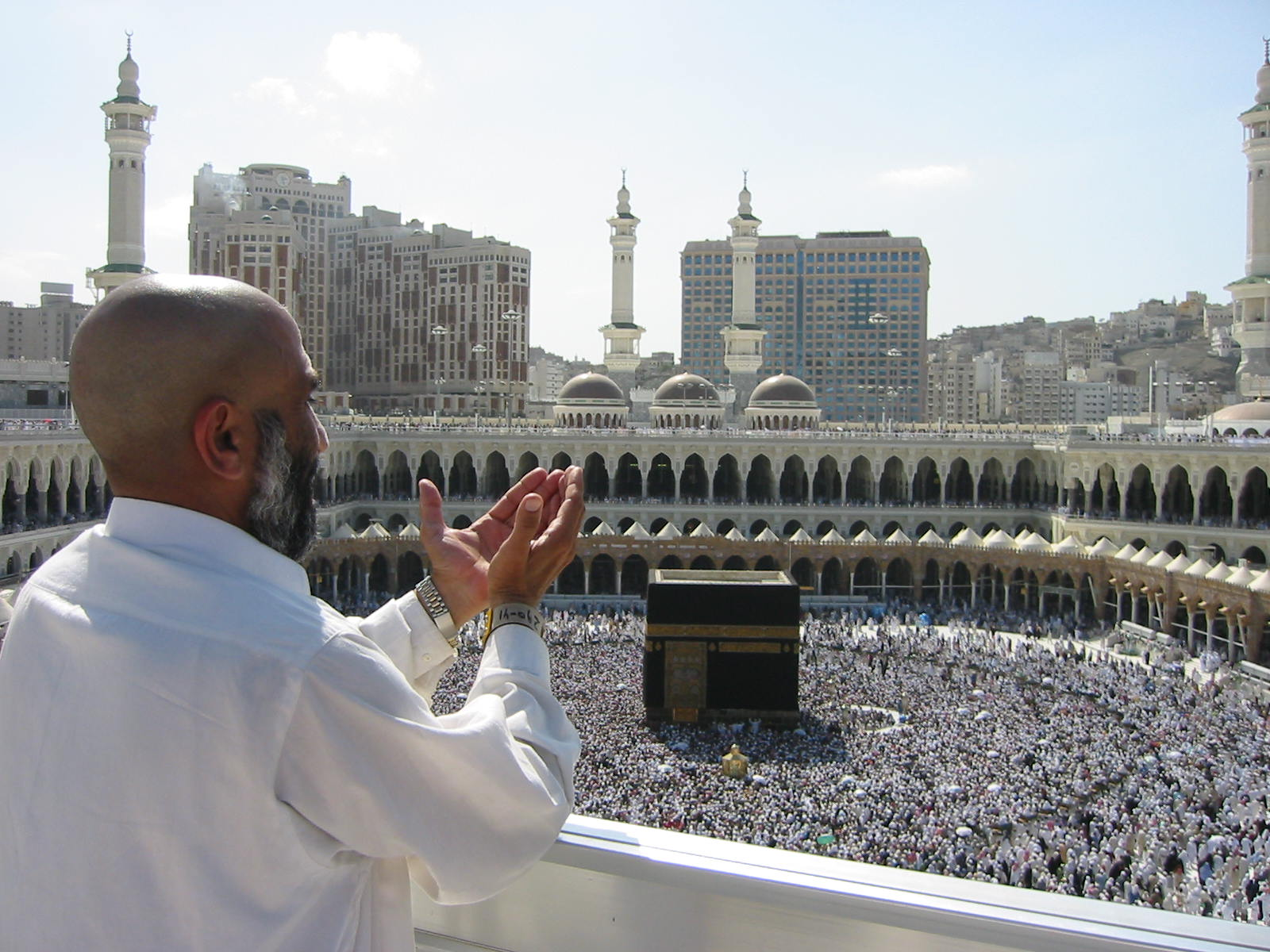
Al-Masğid al-Harām, Moscheea cea Sfântă, din Mecca

Coranul (XXXIII, 40) îl prezintă pe Mahomed ca fiind ultimul dintre profeții trimiși de Dumnezeu omenirii, numindu-l „pecetea profeților” (ar.: khātam an-nabiyīn). Cu toate acestea, au existat unele grupări ai căror conducători s-au proclamat succesori ai lui Mahomed sau ai căror membri au făcut astfel de afirmații despre conducătorii lor.

### Eschatologia islamică
Eschatologia islamică se ocupă, în egală măsură, de destinul individului și de cel al întregii făpturi. Islamul, ca și alte religii, predică învierea (ar.: al-qiyãma) trupească a morților, finalizarea unui plan divin al creației, și judecarea tuturor după fapte: cei ce au făcut fapte bune, vor fi răsplătiți cu plăcerile raiului (ar.:ğanna), iar cei care au păcătuit vor fi pedepsiți cu chinurile iadului (ar.: ğahannam, din ebraicul ge-hinnom sau "valea Hinnom").

## Organizare

### Autoritate religioasă
Există o autoritate care să decidă dacă o persoană este acceptată sau eliminată din comunitatea de credincioși, cunoscută ca Ummah. Islamul este deschis pentru oricine, indiferent de rasă, vârstă, sex sau credințe anterioare. Nu este nevoie decât de credință în valorile centrale ale islamului. Această condiție se îndeplinește făcând mărturia de credință, fără de care o persoană nu poate intra în islam.

## Legea islamică
Shari'a (ar.: šarī‘a "calea cea bună", avea în preislam sensul de "cărare ce duce la o oază", așadar singura cărare care-i garanta viața celui ce-o urma) este legea islamică ce cuprinde totalitatea poruncilor lui Dumnezeu, așa cum au fost ele păstrate în Coran și în Sunna (Cutuma, bazată pe hadīth-uri) sau deduse, uneori, prin alte mijloace (vezi mai jos "Ramurile islamului").  Erudiții musulmani au elaborat o știință numită fiqh (jurisprudența islamică) referitoare la shari'a prin care se încearcă găsirea unor răspunsuri la toate problemele vieții, de la cele mai simple și banale, legate de cotidian, până la cele mai complicate, legate de doctrină. Legea se referă la cei "Cinci Stâlpi" ai islamului, la dogmă, la dreptul privat, la dreptul penal, la viața socială, familială, la interdicții alimentare, la impunerea unei anumite vestimentații (mai ales în cazul femeilor) etc. Legea islamică se bazează pe cinci postulate care guvernează întreaga viață a unui musulman:
- datoria obligatorie (ar. : fard) care trebuie îndeplinită întocmai, așa cum a fost prescrisă, fără nici o abatere. Cel ce încalcă o datorie obligatorie este supus pedepsei lui Dumnezeu în Viața de Apoi și pedepsei legiuitorului în această viață;
- îndatorirea (ar. : wāğib) sau ceea ce este de dorit a fi îndeplinit având ca model faptele profetului Mahomed. Dacă musulmanul îndeplinește îndatorirea va fi răsplătit, dacă nu o îndeplinește nu va fi pedepsit, ci va fi considerat doar neglijent;
- lucrul îngăduit (ar. : halāl), ceva ce este permis, licit (în orice domeniu : alimentar, vestimentar, social etc.);
- lucrul nerecomandabil (ar. : makrūh, "detestabil", "scârbos"), un lucru pe care Legea l-a interzis, însă fără să insiste asupra acestei interziceri.
- lucrul interzis (ar. : harām), un lucru oprit total de către Legiuitor, iar săvârșirea lui atrage după sine atât pedeapsa în Lumea de Apoi, cât și o pedeapsă în lumea aceasta.

Legea islamică la nivel de guvernare și justiție socială se aplică doar acolo unde la conducere se află un guvern islamic. Sharia impune moartea pentru cei care se leapădă de religia islamică.
Există școli diferite și mișcări în cadrul islamului care permit o anumită flexibilitate. Mai mult, islamul este o religie foarte diversă pe măsură ce multe culturi l-au adoptat. În același timp, totuși, se pot decela anumite constante ale gândirii juridice islamice, care traversează atât timpul, cât și spațiul. Explicația acestui fenomen stă în unicitatea surselor care stau la baza viziunii juridice a Legii islamice și deși aceasta din urmă este interpretabilă și modernizabilă, ea comportă totuși anumite linii directoare greu de adus la zi, o dovadă fiind și dificultățile majore cu care se confruntă toate statele islamice în procesul lor de modernizare și democratizare drepturile omului.

### Obligațiile musulmanului
Obligațiile musulmanului se constituie, în primul rând, din "Cei Cinci Stâlpi" (ar.: al-arkan al-khamsa). Pentru ducerea la îndeplinire a acestor obligații, musulmanul trebuie să fie major și cu mintea întreagă. De asemenea, înainte de a începe îndeplinirea uneia dintre obligații, el trebuie să-și exprime (în sinea lui) intenția (ar.: niyya) a ceea ce vrea să facă, adică să conștientizeze pe deplin actul respectiv. Din această cauză, îndeplinirea unei obligații este precedată de o serie de pregătiri (cum ar fi spălările rituale, de exemplu) care au exact această menire.
- Mărturisirea de credință (ar.: šahāda), prin care o persoană își exprimă apartenența la islam, și care constă în afirmarea unicității lui Dumnezeu, al cărui trimis este Mahomed: lā ilāha illā allāh wa muhammad rasūlu-llāh „Nu existâ [dumne]zeu în afară de Dumnezeu, iar Mahomed este trimisul lui Dumnezeu”.

- Rugăciunea (ar.: salāt),ce constă într-un ansamblu de gesturi - prosternări, îngenuncheri, înclinări - însoțite de rostirea unor formule rituale, se desfășoară de cinci ori pe zi, în momente bine precizate, anunțate de muezin (fie direct prin vocea sa , fie printr-o înregistrare): rugăciunea din zori (subh), de la prânz (zuhr); de după-amiază ('isr), de dinainte de apusul soarelui (maġrib), de după lăsarea serii (išā). Vinerea, la prânz, are loc rugăciunea comunitară la moschee, rugăciune însoțită de predica (khutba) imamului.

- Postul (ar.: sawm), ce constă în abținerea de la mâncare, băutură, relații sexuale pe timpul zilei (începând cu puțin înainte de răsăritul soarelui până după asfințitul acestuia) pe tot parcursul lunii Ramadan, a IX-a lună a calendarului islamic.

- Dania (ar.: zakāt), care reprezintă a 40-a parte (2,5%) din economiile ținute mai mult de un an, cu puține excepții, pentru fiecare musulman a cărui avere depășește media, și 10% sau 20% din producția agricolă. Acești bani sau produse vor fi distribuite săracilor.

- Pelerinajul (ar.: hağğ), realizat în primele două săptămâni ale lunii dhū-l-hiğğa, la Mecca și în împrejurimile sale, care este obligatoriu o dată în viață pentru cei care au posibilitatea materială.

Notă: Războiul sfânt (ar.: ğihād) a fost considerat al șaselea stâlp doar de către kharigiți (vezi mai jos).

### Al-kaba’ir- Marile păcate
În funcție de cele cinci postulate enumerate mai sus, Legea islamică definește păcatele pe care ar putea să le săvârșească un musulman și pedepsele care i se aplică de către comunitate, în afară de pedeapsa divină. Dintre acestea cele mai grave, numitele al-kaba’ir "marile păcate" sunt (cf. Az-Zahabi, Al-kaba’ir): 
- facerea de părtași lui Dumnezeu ;
- uciderea unui om;
- vrăjitoria;
- neîmplinirea rugăciunii;
- sodomia

- neachitarea daniei;

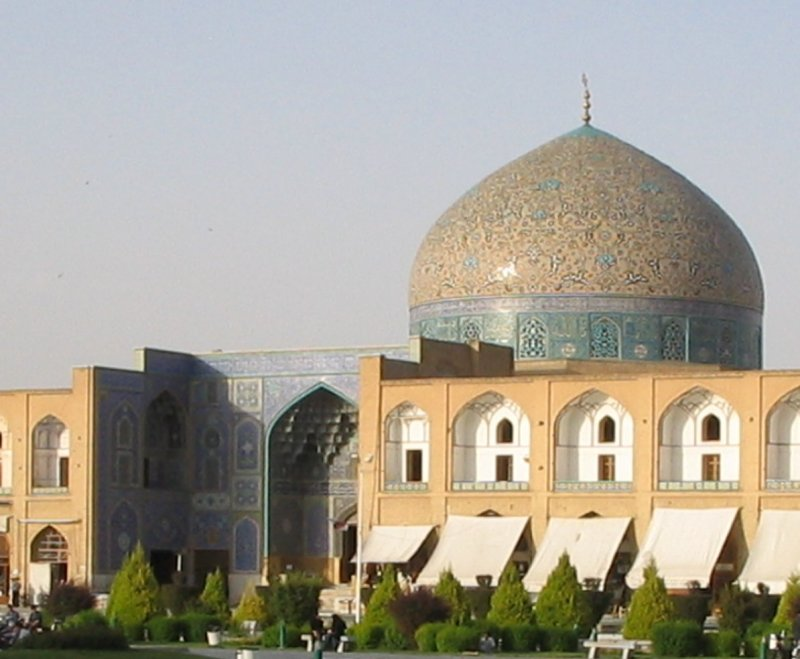
Moschee din Isfahan (Iran)

- neascultarea și supărarea părinților;
- luarea de camătă;
- întreruperea postului în Ramadan, fără justificare și fără îngăduință;
- mărturia mincinoasă;
- sinuciderea;
- consumarea cărnii de mortăciune, a sângelui și a cărnii de porc;
- etc.

Cel mai de temut păcat este « facerea de părtași lui Dumnezeu », căci prin aceasta se neagă însăși esența religiei islamice « la ilāha illā allāh » nu există [dumne]zeu în afară de Dumnezeu : "Dumnezeu nu iartă să-i fie alăturați alții, însă El iartă cui voiește păcate mai puțin grele decât acesta" (Coran, IV, 48). Pedeapsa – dată pe aceasta lume – celui ce se face vinovat de un astfel de păcat este moartea. De altfel mare parte din păcatele mari sunt pedepsite fie cu moartea (de exemplu, și sodomia este pedepsită cu moartea celor implicați), fie cu amputarea unor membre (mâini, picioare, urechi, de exemplu, pentru furt), fie cu biciuirea în public (de exemplu, pentru prostituție).
Acestui prim păcat, Legea islamică, îi asociază și apostazia și blasfemia, ambele pedepsite cu moartea. Apostazia, convertirea unui musulman la altă religie, este lipsa de loialitate față de islam a oricui a făcut mărturisirea de credință. Blasfemia este lipsa de respect pentru principiile esențiale ale islamului. Nu există o distincție clară între aceste concepte, mulți credincioși considerând că nu poate exista blasfemie fără apostazie.
În perioada califatului islamic, apostazia era considerată trădare, și era tratată ca ofensă capitală, iar pedeapsa cu moartea era executată sub autoritatea califului. În zilele noastre apostazia poate fi pedepsită cu moartea în țări conduse de regimurile ce promovează islamul ca politică de stat, dar, indiferent de orânduirea social-politică, noțiunea de pedeapsă capitală pentru apostazie și blasfemie e specificată chiar de Quran.
Alte pedepse indicate de Shari'a (în funcție de interpretare) pot să ducă la anularea căsătoriei cu un musulman, îndepărtarea copiilor, pierderea proprietății și drepturilor de moștenitor sau alte sancțiuni.
În ultima perioadă, organizațiile care apară drepturile omului încearcă să se implice într-un dialog cu autoritățile islamice pentru eliminarea acelor pedepse prevăzute de legea islamică, precum crima de onoare, pedepse ce aduc o gravă atingere drepturilor fundamentale ale omului. Astfel de dialoguri se află încă la început, rezultatele nefiind încă vizibile.

### Calendarul islamic

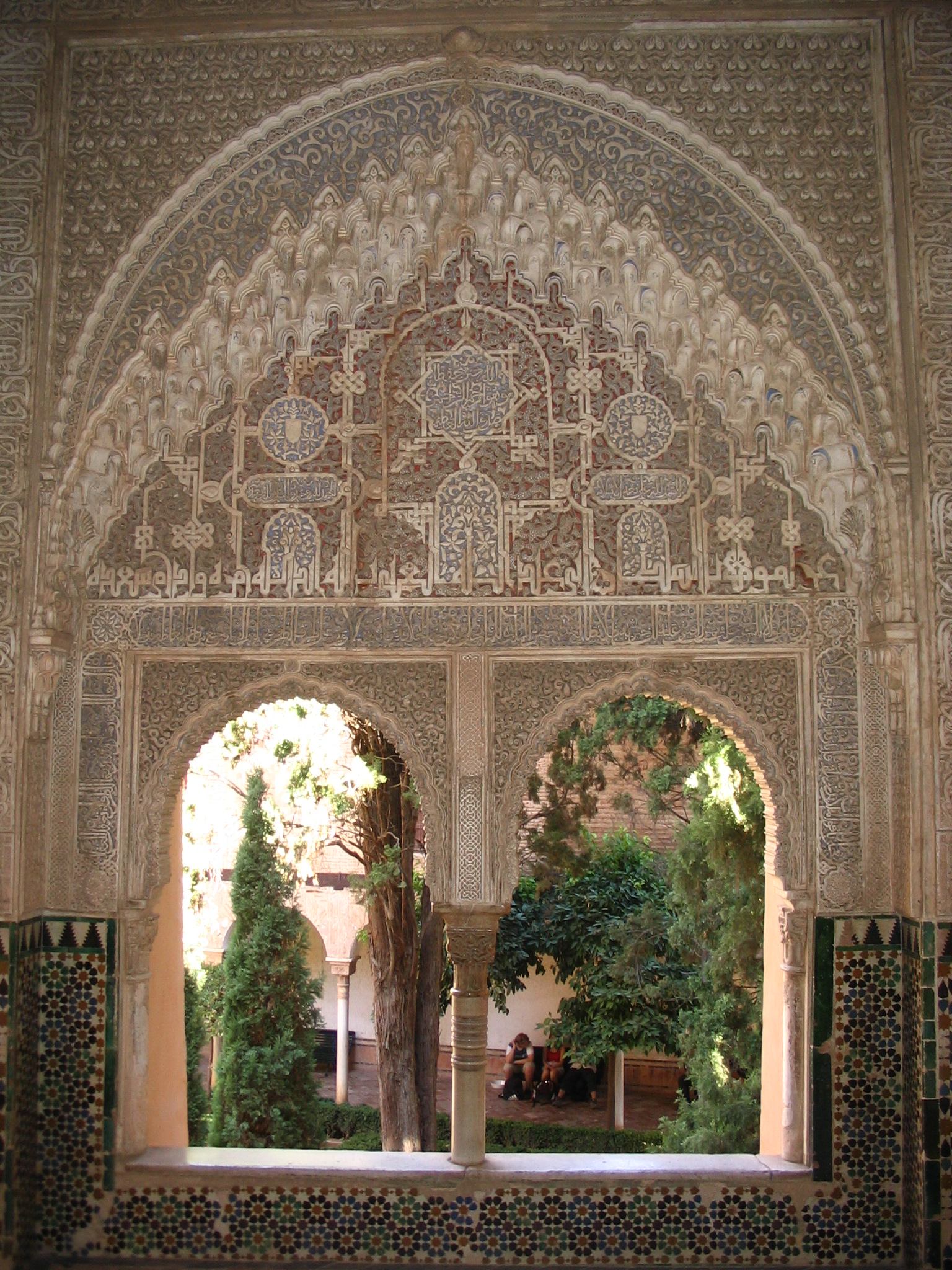
Fereastră de moschee cu arabescuri, Alhambra (Spania)

Calendarul islamic începe cu data 1 muharram, anul 1 hegira , dată care corespunde în calendarul solar gregorian cu data de 15 iunie 622 d. H., și reprezintă începutul erei islamice marcată de strămutarea (ar. هجرة :hiğra) profetului Mahomed de la Mecca la Yathrib (viitoare Medina).
Anul islamic este un an selenar, format din douăsprezece luni, iar fiecare lună are un număr de zile egal cu un ciclu lunar complet. Ca atare, anul islamic numără 354 de zile, adică cu 11 zile mai puțin decât anul solar, folosit acum curent în întreaga lume. Acest lucru face ca sărbătorile islamice raportate la calendarul solar sa fie în fiecare an cu 11 zile mai devreme față de anul precedent.
Pentru a elimina decalajul ce se forma între cele două sisteme de calendare — cel islamic, selenar și cel creștin, solar —-, otomanii au introdus, la 1 martie 1676, un calendar financiar lunaro-solar, prin care la fiecare trei ani lunari se mai adăuga o lună de 30 zile (aceasta era luna martie-bis). În felul acesta se puneau de acord cele două sisteme calendaristice, însă acest hibrid nu se folosea decât în domeniul financiar.
Echivalarea anilor selenari cu cei solari, și invers, se face pe baza a două ecuații algebrice simple care pornesc de la faptul ca egalitatea între anii islamici și cei creștini se stabilește o dată la 32 de ani solari. Așadar, 32 ani solari=33 ani selenari. Ecuația de echivalare a anilor solari conform calendarului creștin în ani selenari conform calendarului islamic este următoarea:
| {\displaystyle {C}={622+}{M\times 32 \over 33}} |
| ----------------------------------------------- |

Unde C reprezintă anii solari, creștini, 622 este anul hegirei, iar M, anii selenari, islamici. Pentru aflarea anilor islamici plecând de la anii creștini, formula este:
| {\displaystyle {M}={(C-622)\times 33 \over 32}} |
| ----------------------------------------------- |

Zecimalele care apar la rezultat reprezintă zile ce vor fi grupate în luni.  În epoca actuală, în majoritatea țărilor islamice se folosesc în paralel cele doua calendare, pe actele oficiale menționându-se întotdeauna două date: cea islamică ce poartă indicativul H (هـ)de la hegira, și cea creștină ce poartă indicativul M (م) de la Al-Milād, Nașterea (lui Hristos) în arabă.

## Ramuri ale islamului
Marea schismă islamică din anii 655-661 pricinuită de luptele pentru conducerea califatului, numită în izvoarele islamice “Marea discordie”, stă la originea împărțirii musulmanilor în: sunniți (90% dintre musulmani), kharigiți (0,2%) și șiiți (9,8%), dintre care 80% se află în Iran.
Din aceste ramuri principale derivă aproximativ douăzeci de subramuri. Această divizare are la bază, în principiu, ponderea acordată în dreptul canonic (ar.: فقه fiqh) următoarelor surse: Coranul, Tradiția profetului Mahomed (sunna), reflecția și consensul. În funcție de această pondere se constituie școlile juridice din islam: cele patru școli juridice sau rituri ale sunnismului (malekit, hanefit, șafeit și hanbalit), legislația șiită (jaʽfarită sau duodecimană, ismaelită și zaydită) și cea ibadită.

### Sunniții
Sunniții sunt acei musulmani care perpetuează opțiunea celor care au refuzat să considere conducerea comunității islamice drept o problemă de moștenire, după cum au refuzat să accepte că însușirea dogmei și a Legii ar trebui să se bazeze pe sursele ezoterice. Ei sunt împărțiți în patru școli sau rituri (ar. : مذهب madhhab „manieră de a merge”) care se recunosc reciproc : malekismul, hanefismul, șafiismul și hanbalismul.
- Malekismul sau școala malekită, ce îl are drept fondator pe Malik bin Anas (m. 795), autorul primului tratat de drept islamic, Al-Muwattā (Cel simplificat), se bazează pe opinia personală rațională (ar.: رأى ra’y) și pe raționamentul prin analogie (ar.: قياس qiyās) mai mult decât pe Tradiții. Malekismul este predominant în Maghreb, sudul Egiptului, Africa occidentală (inclusiv în Nigeria).

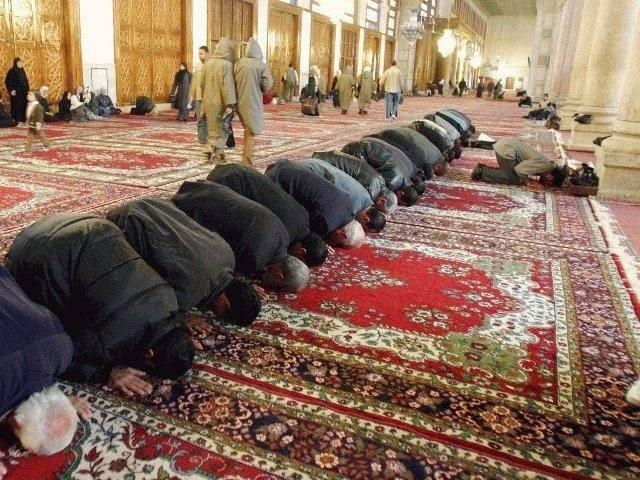
Musulmani rugându-se

- Hanefismul sau școala hanefită, ce îl are drept fondator pe Abu Hanifa (700, Kufa – 767, Bagdad), acceptă, pe lângă izvoarele primare ale dreptului canonic, Coranul și Tradițiile, opinia personală rațională (ar.: رأى ra’y), atunci când nu se găsește un precedent al cazului în discuție în sursele amintite. Hanefismul este predominant în Turcia și în regiunile aflate cândva sub dominație otomană, în afară de Maghreb și Egipt. Musulmanii din Dobrogea sunt hanefiți.
- Șafiismul sau școala șafiită, ce îl are drept fondator pe Aș-Șafi’ (m. 820), se bazează pe Tradiții și pe raționamentul prin analogie, atunci când situația o cere. Consensul – ’iğmā‘– învățaților (ar.: ‘ulamā’) este acceptat, fără să fie însă privilegiat. Șafiismul este majoritar în Indonezia, Malaezia, Filipine, Africa orientală, și prezent, într-o oarecare măsură, în Egipt, Caucaz, Kurdistan, Asia Centrală, Yemen și Palestina.
- Hanbalismul sau școala hanbalită, ce îl are drept fondator pe Ahmad bin Hanbal (mort în 855), respinge opinia personală și raționamentul prin analogie, pentru a elimina posibilitatea apariției inovației păcătoase (ar.: بدعة bid‘a), limitându-se la o interpretare strict literală a Coranului și a Tradițiilor. Deși această școală va intra în declin începând cu secolul al XIV-lea, sub otomani, ea va renaște sub o nouă formă în secolul al XVIII-lea, prin mișcarea wahhabită sau salefită, inițiată de Muhammad bin ’Abd al-Wahhab, pornind de la gândirea marelui teolog hanbalit Ibn Taymiyya (m. 1328). Islamul wahhabit este recunoscut ca religie oficială a Arabiei Saudite și are o influență importantă în lumea islamică din cauza controlului saudit al orașelor sfinte Mecca și Medina, și din cauza finanțării saudite a unor școli și moschei din alte țări.

### Kharigiții
Kharigiții (ar.: خوارجة khawāriğa „secesioniști"), la început susținători ai lui Ali, l-au asasinat în 657, considerându-l prea șovăielnic și imputându-i faptul că a acceptat ca problema conducerii comunității islamice să fie obiectul unor tratative. Pornind de la ideea egalității tuturor credincioșilor, ei cred că imamatul și califatul pot reveni oricărui credincios, indiferent de originea sa etnică sau socială, dacă este ireproșabil din punct de vedere moral și religios. Puritani desăvârșiți, kharigiții îi exclud din islam pe toți aceia care se fac vinovați de păcate grave. Descendenți ai lor trăiesc astăzi în oazele din Mzab (Algeria), pe insula tunisiană Djerba, ca și în Oman, sub numele de ibadiți, unde reprezintă jumătate din populație.

### Șiiții
Șiiții (nume ce vine de la شيعة علي šī‘at ‘ali „partidul lui Ali”) urmașii partizanilor lui ’Ali , văr și ginere al profetului Mahomed, care încarnează legitimitatea casei profetului (ar.: أهل البيتAhl al-bayt) împotriva celor trei califi (Abu-Bakr, Omar și Osman) care au domnit în locul său și împotriva descendenților acestora. Șiismul duodeciman „cu doisprezece imami” pune accentul pe caracterul mesianic al acestor imami, autorizați să practice reflecția (ar.: اجتهاد iğtihād „efort de a înțelege”) ceea ce-i îndreptățește să interpreteze Legea divină, ba chiar de a-i aduce amendamente. Cel de-al doisprezecelea imam (imamul ascuns) va reveni la sfârșitul timpului pentru a instaura armonia pe pământ. Imamii, considerați ca intermediari între om și Dumnezeu au pentru mulți dintre șiiți o aură divină, noțiune total străină sunniților, ca și aceea de imamat.

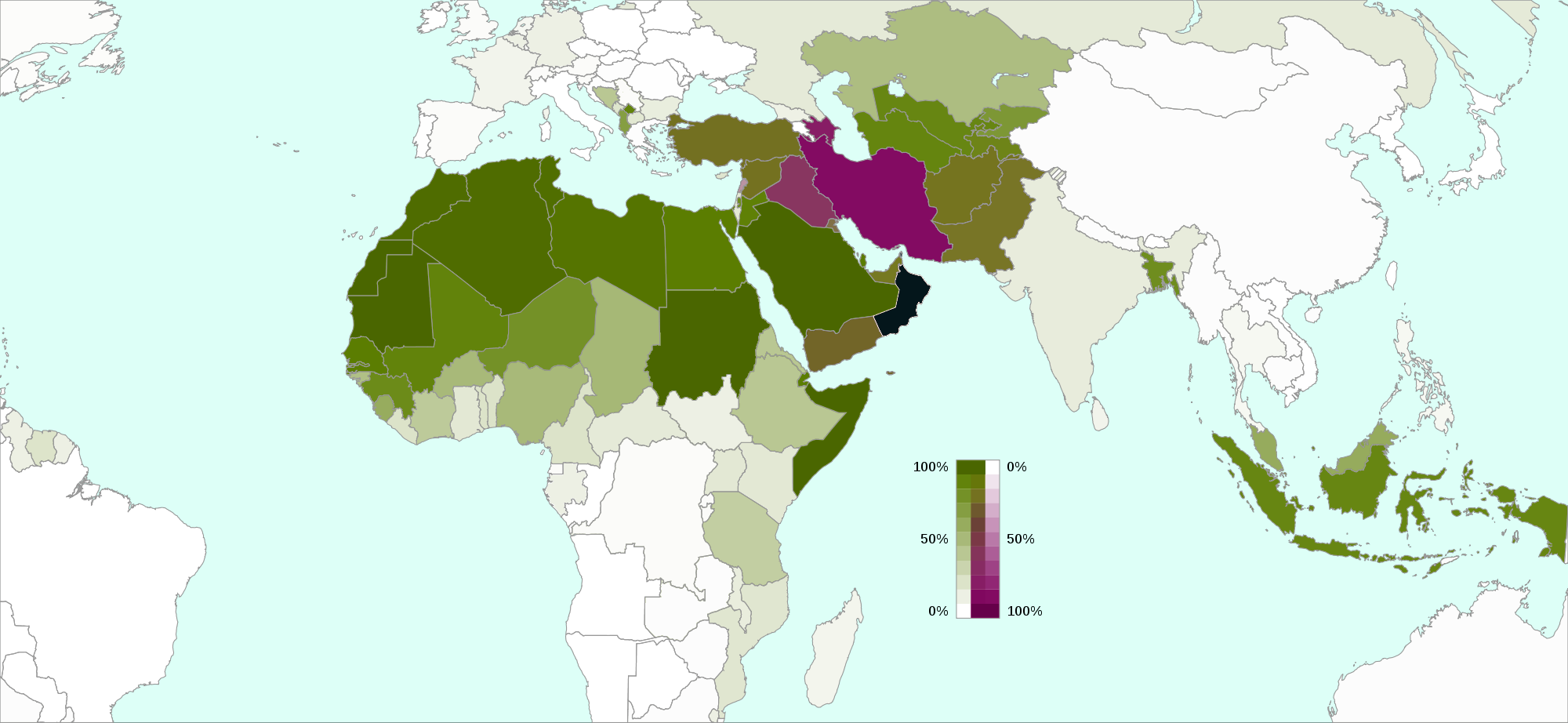
Țări în care musulmanii reprezintă mai mult de 10% din totalul populației.

- Șiismul septiman, „cu șapte imami”, grupează câteva grupuri contrastante. Ismaelismul septiman a susținut dinastia califiană a fatimizilor (909-1171) ce a domnit în Ifriqiyya și Egipt. Un ordin extremist și terorist, apărut în perioada de declin a fatimizilor, intitulat Al-fida’iyya (Oamenii Sacrificiului), cunoscut de europeni ca „secta asasinilor” (de la ar.: حشاشين haššāšīn „consumatori de hașiș”), ce avea ca obiectiv triumful cauzei ismaelite adevărate, a fost anihilat de către mongoli și mameluci. O altă subsectă șiită este gruparea karmațiană apărută în secolul al IX-lea.

Din ismaelismul septiman derivă și gruparea agha-khan.
- Șiismul zaydit, cu cinci imami, a fost fondat de Zayn Al-’Abidin, nepot al lui Husayn, fiul califului ’Ali. Zaydiții s-au stabilit în nordul Yemenului unde formează 40% din populație. Ei condiționează dreptul urmașilor lui 'Ali și ai Fatimei de a deveni imami de calitățile lor morale și intelectuale.

### Alte grupări
Un grup musulman foarte mic, localizat în special în Statele Unite ale Americii, urmează invățăturile lui Rashad Khalifa și se numesc „supușii" (care nu este altceva decât o traducere a cuvântului arab مسلمون muslimūna „musulmanii") . Ei resping Tradiția și dreptul canonic și spun că se călăuzesc doar după Coran. Există un grup și mai mic de musulmani care pretind că reprezintă invățăturile autentice ale lui Rashad Khalifa care par să se fi desprins din „supuși". Marea majoritate a musulmanilor consideră acest grup ca fiind eretic.

## Sufismul sau mistica islamică

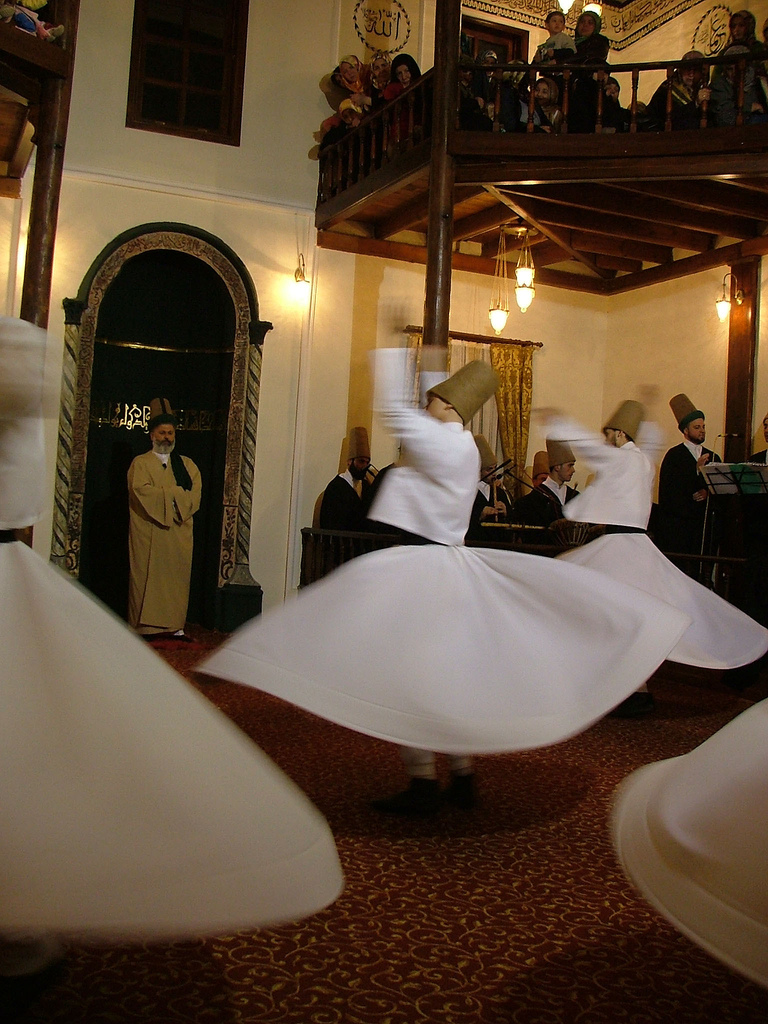
Derviși rotitori din Anatolia

Sufismul (ar.: تصوف tasawwuf) sau mistica islamică este o practică spirituală prin care se încearcă ajungerea la cunoașterea divinității nemijlocit, nu numai prin intermediul revelației coranice. Scopul final al unui sufit este anihilarea sinelui prin unirea acestuia cu Dumnezeu. Renunțând, încet,încet la lumea materială, el merge pe calea (ar.: طريقة tarīqa) pe care și-o alege, nedorind nimic altceva decât de a-și dărui întreaga dragoste lui Dumnezeu, necondiționat, neașteptând nici o răsplată pe lumea aceasta sau pe cealaltă. La începuturile misticii islamice, la Basra, în Irakul de astăzi, mistica Rabi'a (721 – 801) alerga pe străzi, într-o mână cu un tăciune aprins ca să dea foc raiului, iar în cealaltă cu o cofă de apă să stingă iadul, astfel ca să nu mai poată fi preocupată de nimic altceva decât de Dumnezeu în sine, de dragostea care o unea cu Dumnezeu. 
Sufiții – care au cunoscut de-a lungul istoriei islamului câteva sute de grupări – sunt deasupra oricărei împărțiri doctrinare a islamului, mai mult decât atât, ei își manifestă dragostea pentru întreaga creație așa cum reiese din acest fragment celebru din opera marelui mistic andaluz Ibn Arabi (1165-1240):
„Inima mea poate fi orice: o pajiște pentru gazele, o mănăstire pentru călugări creștini, un templu pentru idoli, Ka'ba pelerinului, tablele Torei și cartea Coranului. Eu cred în religia dragostei, oriunde s-ar îndrepta caravanele sale, căci dragostea este religia și credința mea”.

## Critica islamului
Religia islamică a fost criticată, în primul rând, de către creștini care l-au considerat o erezie. Unul din primele astfel de atacuri îl întreprinde Ioan Damaschinul în lucrarea Perì hairéseōn ("Despre erezie").
Printre cele mai importante teme ale criticii islamului se situează: moralitatea vieții lui Mahomed, presupusele contradicții din Coran, respectarea drepturilor omului și condiția femeii în statele islamice, dar și radicalismul religios al învățăturilor islamice care susțin conversia necredincioșilor prin Jihad (război sfânt) și moartea pentru încercarea de renunțare la religie.

## Interzicerea islamului
În Angola, islamul este catalogat ca sectă periculoasă și este interzis prin lege. În urma acestei hotărâri luate în 2013 au fost închise și demolate 78 de moschei.